# Коршунов, Василий Иванович
Василий Иванович Коршунов (02.01.1919 — 03.01.1979) — командир расчёта 76-мм орудия 598-го стрелкового полка (207-я стрелковая дивизия, 3-я ударная армия, 1-й Белорусский фронт), старшина, участник Великой Отечественной войны, кавалер ордена Славы трёх степеней.

## Биография
Родился 2 января 1919 года в городе Псков в семье рабочего. Русский.
Окончил 5 классов. Жил в Канском районе Красноярского края, работал пекарем хлебозавода.
В мае 1942 года был призван в Красную армию Канским райвоенкоматом Красноярского края. В июле 1942 года участвовал в боях с захватчиками. К лету 1944 года воевал разведчиком взвода пешей разведки 598-го стрелкового полка 207-й стрелковой дивизии.
12 августа 1944 года у города Мадона (Латвия) старший сержант Коршунов, находясь в группе разведчиков, уничтожил 3 вражеских солдат и 4 пленил. С 16 по 25 августа восемь раз ходил в разведку, захватил 3 «языков».
Приказом по частям 207-й стрелковой дивизии от 4 сентября 1944 года (№47/н) старший сержант Коршунов Василий Иванович награждён орденом Славы 3-й степени.
15 сентября 1944 года в районе населённого пункта Ерени (7 км юго-западнее города Эргли, Латвия) старший сержант Коршунов с отделением отразил 4 контратаки противника и удержал занимаемую позицию. 16 сентября вместе с разведчиками пробрался в расположение противника, выявил его силы и захватил 3 «языков». При отходе разведчики уничтожили преследовавшую их группу вражеских автоматчиков.
Приказом по войскам 3-й ударной армии от 14 октября 1944 года (№293/н) старший сержант Коршунов Василий Иванович награждён орденом Славы 2-й степени.
На завершающем этапе войны, в Берлинской операции, старшина Коршунов командовал расчётом 76-мм орудия того же полка.
30 апреля – 1 мая в уличных боях в городе Берлине (Германия) расчёт под командованием старшины Коршунова ликвидировал несколько огневых точек противника, расчёт противотанковой пушки, подбил штурмовое орудие и рассеял большую группу пехоты, обеспечив нашим подразделениям захват ряда сильно укреплённых зданий.
В мае 1945 года демобилизован.
Указом Президиума Верховного Совета СССР от 15 мая 1946 года старшина Коршунов Василий Иванович награждён орденом Славы 1-й степени. Стал полным кавалером ордена Славы.
Вернулся на родину. Жил в городе Пскове. Позднее переехал в город Пушкин Ленинградской области. Работал в СМУ № 2 «Главленинградстрой». 
Скончался 3 января 1979 года. Похоронен на Казанском кладбище города Пушкин.

## Награды
- Полный кавалер ордена Славы:
  - орден Славы I степени (15.05.1946, орден № 618)[3];
  - орден Славы II степени (14.10.1944, орден № 7053)[4];
  - орден Славы III степени (14.10.1944, орден № 7053)[5];
- медали, в том числе:
  - «В ознаменование 100-летия со дня рождения Владимира Ильича Ленина» (6 апреля 1970)
  - «За победу над Германией» (9 мая 1945[6])[7]
  - «За взятие Берлина» (9.6.1945)
  - «20 лет Победы в Великой Отечественной войне 1941—1945 гг.» (7 мая 1965[8])
  - «30 лет Победы в Великой Отечественной войне 1941—1945 гг.»[9]

- - «30 лет Советской Армии и Флота»[10]
  - «40 лет Вооружённых Сил СССР»[11]
  - «50 лет Вооружённых Сил СССР» (26 декабря 1967[12])
- Знак «25 лет победы в Великой Отечественной войне» (1970)

## Память
- На могиле установлен надгробный памятник
- Его имя увековечено в Главном Храме Вооружённых сил России, и навсегда запечатлено на мемориале «Дорога памяти»